# PowerPC G4

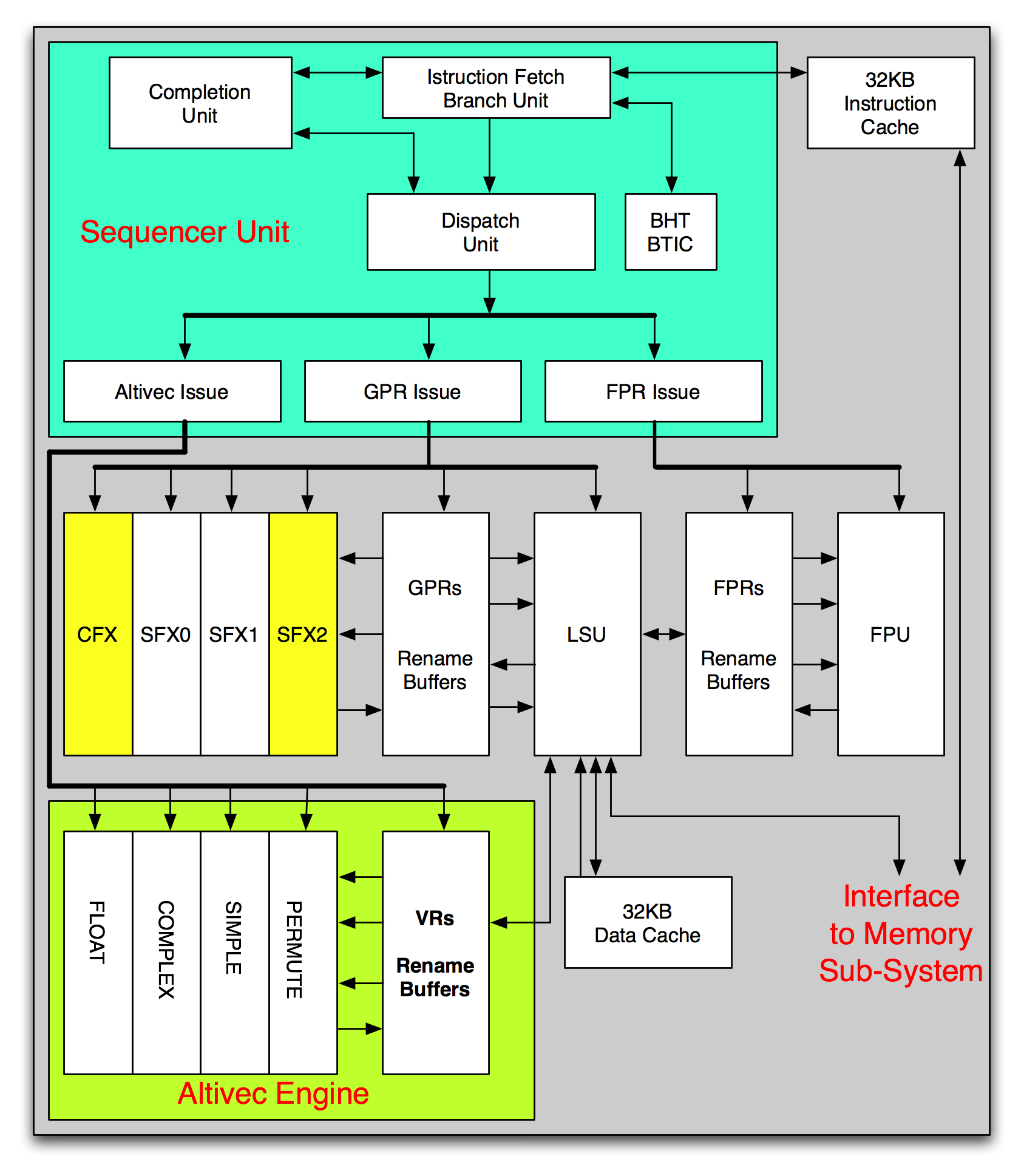
Schema del processore PowerPC G4e

Il PowerPC G4 è un microprocessore RISC a 32 bit appartenente alla famiglia dei processori PowerPC. È utilizzato nei computer Apple Macintosh. In particolare nei PowerBook G4, nella seconda generazione "Sunflower" degli iMac, negli eMac, nella terza generazione degli iBook, e nei computer desktop Power Macintosh G4 di Apple, AmigaONE di Eyetech e Pegasos di Genesi.
La maggior parte della progettazione del G4 è stata svolta dalla Motorola in stretta collaborazione con Apple. Il nome si riferisce alla quarta generazione di processori PowerPC sviluppati da Motorola. IBM, il terzo partner del progetto PowerPC decise di non partecipare alla progettazione del G4 per divergenze sulla progettazione dell'unità di calcolo vettoriale integrata nella CPU. Questa unità di calcolo è chiamata AltiVec. È un'unità di calcolo a 128 bit dedicata al calcolo vettoriale, nella documentazione tecnica di Apple viene chiamata "Velocity Engine".

## Descrizione
Grazie all'unità AltiVec il G4 è in grado di eseguire quattro operazioni in virgola mobile a singola precisione o un'operazione a 16 bit di precisione per ciclo di clock. L'unità è superscalare, infatti è in grado di eseguire fino a due operazioni contemporaneamente per ciclo di clock. Questo fa capire che questa unità forniva un notevole vantaggio prestazionale al G4 rispetto ai processori x86 prodotti da Intel o AMD. Il principale difetto di questa tecnologia era che le applicazioni andavano ricompilate per la tecnologia AltiVec e quindi le applicazioni vecchie non erano in grado di avvantaggiarsene.
Motorola introdusse un supporto migliore della tecnologia SMP dei processori G4. Sebbene già i processori PowerPC G3 erano predisposti per il SMP l'implementazione di G3 sacrificava le prestazioni e era complessa da utilizzare su una scheda madre. La realizzazione del SMP su G4 era decisamente più snella ed efficace e introduceva una modalità di trasferimento dati tra CPU molto efficiente.
Un ulteriore incremento delle prestazioni è derivato dalla nuova unita ALU a 64 bit derivata dal processore 604. I processori G3 hanno un ALU a 32 bit quindi le operazioni in virgola mobile vengono eseguite in due cicli di clock, cosa non più necessaria sui processori G4.

## Produzione

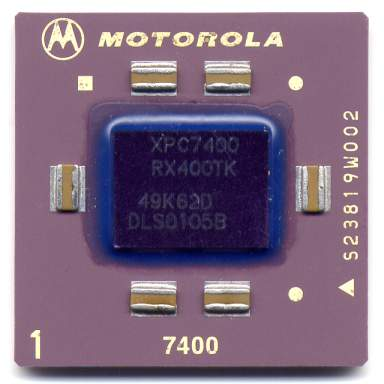
PowerPC G4 prodotto da Motorola

Il primo processore della serie G4 è stato il MPC 7400. È stato presentato nel gennaio del 1999 e aveva frequenze di funzionamento comprese tra 350 e 500 MHz. Il chip contiene 10.5 milioni di transistor ed è stato prodotto da Motorola utilizzando una tecnologia a 0.20 µm. Il chip di silicio occupa un'area di 83 mm² e utilizza delle interconnessioni al rame.
Nel 1999 Motorola annunciò di non poter rispettare le specifiche dichiarate. I chip che riusciva a produrre non erano in grado di funzionare alle frequenze dichiarate. Apple fu costretta a ridurre la frequenza dei Power Mac G4 portandoli dai 400, 450 e 500 MHz annunciati a 350, 400 e 450 MHz. Questa perdita di prestazioni dei processori irritò Apple e questa decise di rivolgersi a IBM per ottenere dei processori a frequenza elevata.
In un’epoca avveniristica come il 1999 però, i computer Apple ebbero difficoltà a competere sul piano delle prestazioni coi computer IBM-compatibili, dato che questi funzionavano a frequenze sensibilmente più elevate dei Power Mac G4. Ciò spinse Apple a migliorare i Power Mac rilasciandone versioni biprocessore che sfruttando il SMP potevano rivaleggiare con i computer WinTel corrispondenti. Fu in quel periodo infatti che Apple lanciò la campagna pubblicitaria "Two brains are better than one" (due cervelli sono meglio di uno) volta a convincere gli utenti che i suoi computer biprocessore potevano tranquillamente competere con i computer basati su Intel 80x86 a frequenze superiori.

## Varianti del G4
A partire dal 2004, il più veloce processore G4 utilizzato da Apple è il MPC 7447A, funzionante a 1.5 GHz e 1.67 GHz, impiegato negli ultimi Macintosh portatili dotati di CPU PowerPC.
Nel frattempo Apple aveva già abbandonato il G4 in favore dei PowerPC G5 prodotti da IBM per i propri computer desktop (iMac e Famiglia Power Macintosh).
A partire dal 2006, Apple ha infine abbandonato i processori G4 in favore dei processori Intel 80x86. Prima dell'annuncio ufficiale di Apple, le voci di corridoio pronosticavano l'utilizzo di processori prodotti da IBM, evoluzione del PowerPC G5 o eventualmente dei processori derivati dai PowerPC prodotti da Freescale. I processori Freescale derivano dal G4 ma, oltre a integrare molta componentistica nella CPU e quindi a rendere più economica la progettazione di schede madri, risolvono il problema principale del G4: la frequenza del bus di sistema. I G4 hanno un bus 167 MHz che tende a rallentare il processore. Sebbene molti affermino che un bus così lento mortifica le prestazioni dell'unità AltiVec, Motorola ha dimostrato che nelle situazioni reali questo non accade, essendo la larghezza di banda sufficiente.
Un metodo per risolvere i problemi dei bus del G4 è quello di dotarlo di una linea di comunicazione con la memoria di tipo veloce e utilizzando un gestore della memoria integrato della scheda madre.
Dopo che Apple ha abbandonato l'architettura PPC, e dopo l'interruzione della produzione degli AmigaONE di prima generazione a causa della carenza dei chip Northbridge Articia di MAI Technologies (e recente passaggio di questi ultimi alla CPU PWRficient di PASemi), nonché l'interruzione della produzione di schede madri Pegasos II, non vi sono al momento in produzione motherboard di tipo desktop facenti uso di questa CPU.